# Port lotniczy Nadym
Port lotniczy Nadym (IATA: NYM, ICAO: USMM) – międzynarodowy port lotniczy położony 9 km na południe od centrum miasta Nadym, w Jamalsko-Nienieckim okręgu Autonomicznym, w Rosji.

## Kierunki lotów i linie lotnicze
| Linia lotnicza | Kierunek                                                                                   |
| -------------- | ------------------------------------------------------------------------------------------ |
| Gazpromavia    | 1. Moskwa-Wnukowo 2. Sowietskij                                                            |
| S7 Airlines    | 1. Moskwa-Domodiedowo 2. Nowosybirsk                                                       |
| Yamal Airlines | 1. Moskwa-Domodiedowo 2. Omsk (od 8 stycznia 2024) 3. Salechard 4. Tiumeń 5. Jekaterynburg |